# ニンジャII/修羅ノ章
『ニンジャII/修羅ノ章』（Revenge of the Ninja）は、1983年のアメリカ映画。アクション映画。全米で忍者ブームを巻き起こしたキャノンの忍者映画シリーズ第二弾。日本ではビデオスルー、東北新社からVHSが発売された。販売はキングレコード。

## 解説
前作で好評だったショー・コスギが主役に昇格、ショーの子息ケイン・コスギも息子役で出演している。全米初登場3位のヒットを記録した。

## 出演
※括弧内は日本語吹替
- チョウ・オオサキ - ショー・コスギ（屋良有作）
- ブレイデン - アーサー・ロバーツ（樋浦勉）
- キャシー - アシュリー・フェラーレ（高島雅羅）
- カイファノ - マリオ・ギャロ（和田敬）
- デイヴ・ハッチャー - キース・ヴィタリ（堀内賢雄）
- ダイム警部 - ヴァージル・フライ（仲木隆司）
- オオサキの祖母 - グレース・オオシタ（島美弥子）
- ケイン・オオサキ - ケイン・コスギ（田中真弓）
- ジョー - ジョン・ラモッタ（郷里大輔）
- ブレイデンの部下 - プロフェッサー・タナカ（笹岡繁蔵）

## スタッフ
- 製作： ヨーラム・グローバス、メナヘム・ゴーラン
- アソシエイトプロデューサー： デヴィッド・ウーマーク
- 監督： サム・ファーステンバーグ
- 脚本： ジェームズ・R・シルケ
- 音楽： W・マイケル・ルイス、ラウリン・リーダー、ロバート・J・ウォルシュ